# Svenneby kyrka
Svenneby kyrka är en kyrkobyggnad i Svenneby församling i Göteborgs stift. Den ligger mellan Hamburgsund och Gerlesborg i Tanums kommun.
Kyrkan är byggd på en liten bergknalle och ligger någon kilometer norr om Svenneby gamla kyrka. Eftersom den nya kyrkobyggnaden blev större och tyngre, behövdes en ny kyrkplats med bättre grundförhållanden.

## Kyrkobyggnaden
Kyrkan uppfördes 1912-1915 i nygotisk stil efter ritningar av arkitekterna John August Uddgren och Adrian C. Peterson. Granitstenen som kyrkan uppfördes av bröts på platsen bara några hundra meter bort.
Kyrkobyggnaden består av långhus med ett smalare, tresidigt avslutat kor i öster. I korets östparti är sakristian inrymd och avskiljd med ett skrank. Vid västra sidan finns ett kyrktorn vars bottenplan fungerar som vapenhus. Långhuset har ett skifferklätt sadeltak som är valmat över koret. Tornspiran täcks av kopparplåt. Kyrkorummets innertak täcks av ett flackt tunnvalv av trä.
En större renovering genomfördes 1937 under ledning av arkitekt Axel Forssén. De båda fönstren i korets snedväggar och det stora rundfönstret i tornet murades igen. År 1953 uppfördes läktarunderbyggnader också under ledning av Axel Forssén och 1963 omändrades interiören under ledning av Erik Lundberg. Ett nytt arrangemang gjordes kring altaret och samtidigt målades bänkar om. På 1970-talet omfogades delar av kyrkan med mjukfog.

## Inventarier
- Dopfunten är huggen 1963 efter ritning av Erik Lundberg och består av en trepassformig cuppa av röd granit som vilar på en hög trepassformig fot av grå granit.
- Predikstolens korg är samtida med kyrkan. Dess ljudtak nytillverkades 1937.
- Ursprungliga altartavlan sitter nu mitt på läktarbarriären och är en oljemålning på duk med en tunn guldram. Målningens motiv är Jungfru Maria med barnet. Tavlan är en kopia av Rafaels madonnor, utförd av Hulda Andersson i Kville omkring 1915.
- Orgeln är byggd 1923. Orgelverket är ombyggt 1974 av A. Magnusson Orgelbyggeri AB.